# الرباب (المهرة)

تعديل مصدري - تعديل

الرباب هي إحدى قرى مديرية منعر التابعة لمحافظة المهرة، بلغ تعداد سكانها 44 نسمة حسب تعداد اليمن لعام 2004.